# Interpossiolok

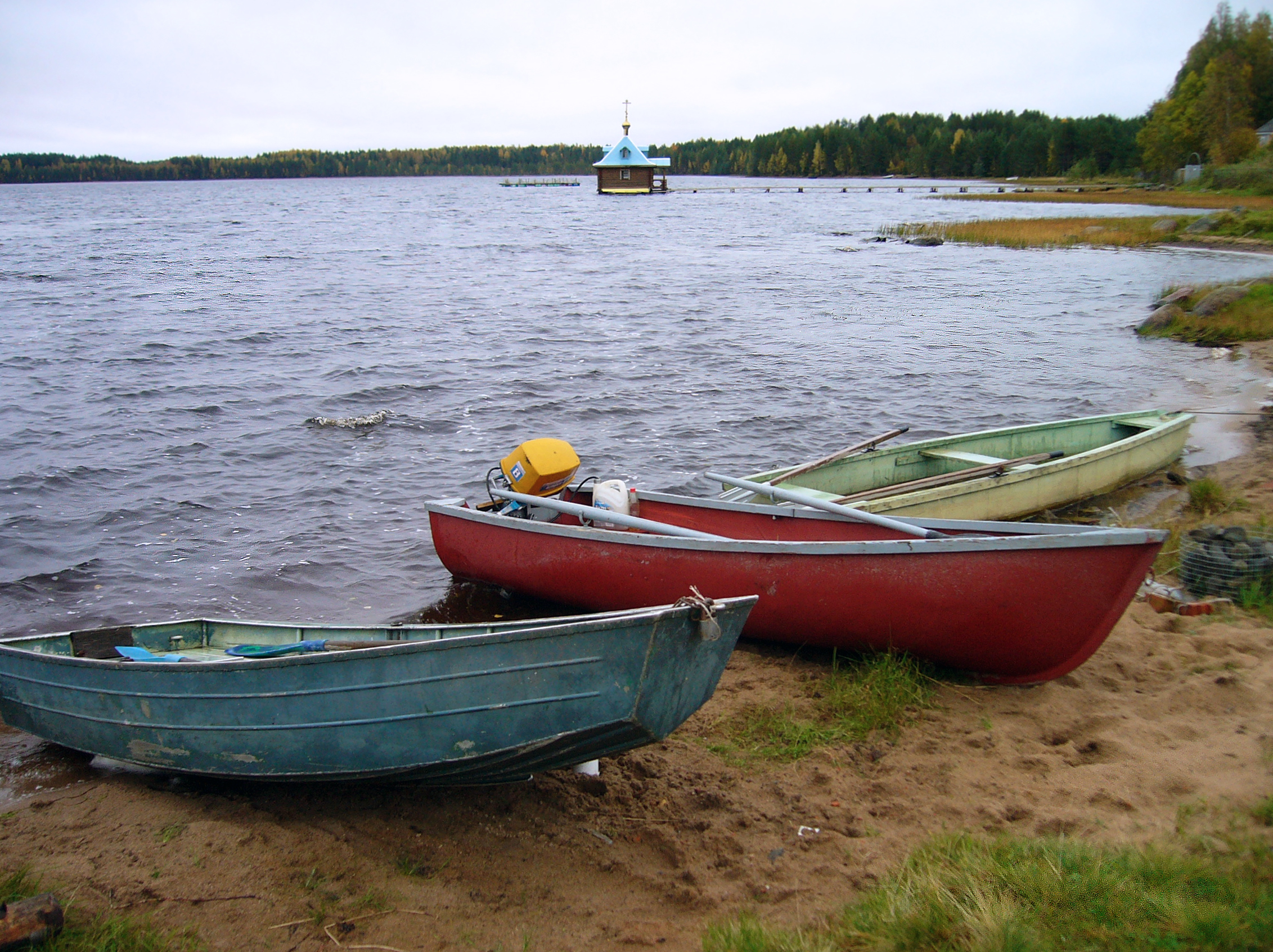
Rives du lac avec au fond la chapelle Saint-Jean-Baptiste.

Interpossiolok (en russe : Интерпосёлок, en carélien : Manasteri), autrefois Manasteri, est un petit village en Russie faisant partie de la communauté rurale de Kotkozero en République de Carélie. Il dépend du raïon d'Olonets.

## Géographie
Le village se trouve sur la rive Sud du lac de Vaja (Vajozero).

## Histoire
Le 5 juin 1933, le village est passé de la juridiction du raïon d'Olonets à celui de Priaja.
Pendant la guerre soviéto-finnoise de l'hiver 1939-1940,  le village devient un centre de détention de populations finnoises, restées sur le territoire pris. Le nombre de personnes internées était de 1 329.

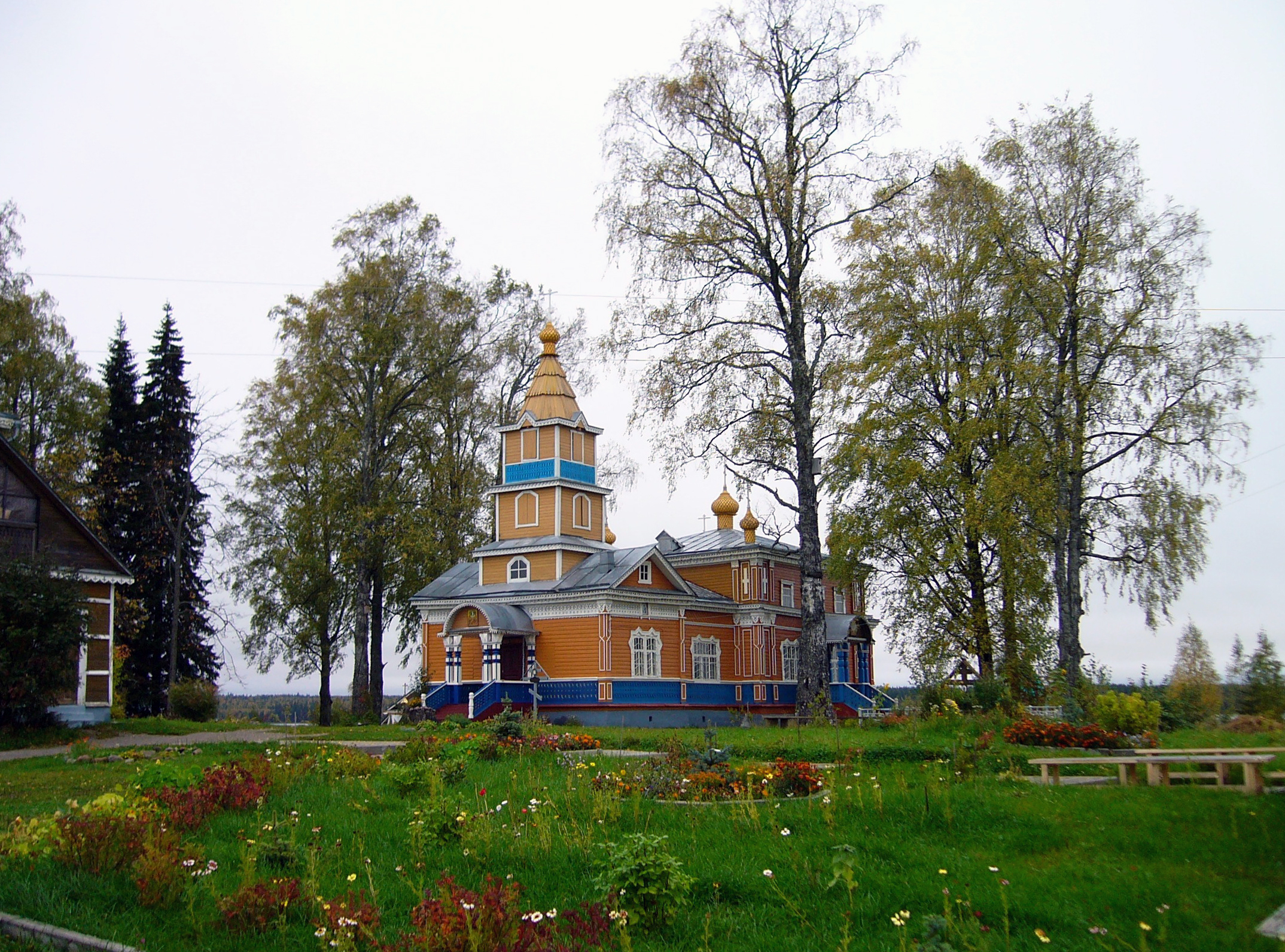
L'église principale du monastère, dédiée à la Transfiguration.

Le village est connu pour abriter un monument historique: le monastère du lac Vaja (ou monastère Saint-Nicéphore) qui abrite une communauté monastique.

## Environnement
À deux kilomètres à l'est du village, se trouve un parc naturel préservé des marais de Carélie: le marais de Vaja (7235,1 hectares), zone marécageuse la plus étendue de Carélie méridionale avec ses baies sauvages (canneberge et plaquebière surtout).
Le lac Vaja à côté du village est un lac national préservé inscrit à la liste des lieux protégés de Carélie.

## Population
Le village comptait 63 habitants en 2009 et 72 habitants en  2013.